# Beto Danelli
Armando Muente Saco-Vértiz (Lima, 9 de octubre de 1962-Lima, 9 de diciembre de 2002), conocido por su nombre artístico Beto Danelli, fue un cantante, productor musical y compositor peruano, que consolidó su carrera artística en el género pop-rock, gozando en la popularidad durante los años 1980 y 1990. Fue el padre de las artistas Sandra Muente y Giuliana Muente.

## Biografía
Nació el 9 de octubre de 1962 en Lima; bajo el nombre completo de Armando Muente Saco-Vértiz. Proveniente de una familia de clase media, es hermano del cantante Néstor Muente, vocalista de la banda musical Los Shain's. Estudió administración de empresas en la Universidad Inca Garcilaso de la Vega. Inició su carrera artística a la edad de veintiún años, presentándose en algunos locales de Lima, interpretando principalmente covers. 
En el año 1985, participó en la elaboración del álbum inédito Jóvenes con Alan, para la candidatura a la presidencia de la república del fallecido abogado y político Alan García por el Partido Aprista Peruano.
Asimismo, en sus presentaciones Beto iba presentando algunas composiciones propias, esto llamó la atención del productor y también cantante Pepe Ortega quien descubre un enorme potencial en él y se encarga de los arreglos y de la producción musical en sus dos primeros temas, la romántica balada «Te necesito» y el pop rock «Súper informales» ambos de autoría de Beto, los cuales la disquera El Virrey bajo su sello OHM, lanza en marzo de 1986 como un single obteniendo un rotundo éxito, llegando a colocar a «Te necesito» en los primeros lugares de los rankings radiales de Perú y provocando que el single se exportara a países vecinos como Ecuador, Bolivia y Chile donde dicho tema también fue popular. 
Tiempo después, estrenó su segundo single «El Gato Beto» y estrenó su tema musical «Cuando estás aquí» para la telenovela venezolana Marta y Javier, manteniendo a Ortega en la producción musical y arreglos, incluyendo a los otros artistas Jenny Higginson y Guibell Beaumont en los coros.
Durante esa época, ha consolidado su trayectoria musical dentro del género pop-rock, además de atravesar sus problemas de salud hereditarios. Tras el éxito de sus discos, ha realizado giras musicales en ciudades de su país, y se presentó en las emisoras limeñas como la extinta Radio Miraflores, de la mano del músico Gerardo Manuel y en los canales de televisión peruanos.
Además, compuso para artistas nacionales e internacionales y estrena su álbum recopilatorio Construyendo, donde incluye a su éxito «Te necesito», además de coescribir la  canción que dio título al álbum. 
Luego, viajó a Colombia para intervenir en el famoso Festival de Buga, en los que comparte escenario con varios baladistas latinoamericanos, haciéndose acreedor a la Ermita de Oro, gracias a su calidad interpretativa.
El 10 de septiembre de 1987 lanzaba su primer álbum De lado a lado, llamado así por tener un lado de baladas románticas y otro de rock pop, el cual incluía algunos temas nuevos y versiones con nuevo acompañamiento de las canciones lanzadas previamente como singles. En esta producción, intervienen varios músicos de la escena rockera peruana, como Andrés Landavere, Coco Silva y Ernesto Samamé; encargándose Danelli en la interpretación y los arreglos de cada uno de los temas.
En octubre, compartió escenario con los Hombres G de España, durante su paso por Lima. Aquella multitudinaria presentación en el Estadio Nacional fue auspiciada por Radio 1160.
En 1988, volvió a trabajar con la disquera El Virrey como productor y supervisor de posteriores proyectos musicales.
Al año siguiente en 1989, estrenó su segundo LP Aquí estoy, y durante los años 1990, se mudaría a México continuando con su carrera musical en el ámbito internacional.
Murió el 9 de diciembre de 2002 en Lima, víctima de cáncer.

## Legado
En el año 2023, se estrenó la obra musical teatral Danelli: el amor hecho verdad basada en su vida, que fue protagonizada por el actor Miguel Álvarez, junto a sus hijos: la cantante Sandra Muente, el músico Jean Franco Muente y la actriz Giuliana Muente, quienes formaron parte del reparto estelar. Se estrenó una segunda temporada en 2024.

## Discografía

### Singles
- 1986: Te necesito
- 1987: El Gato Beto
- 1987: Cuando estás aquí

### Álbumes de estudio
- 1987: De lado a lado
- 1989: Aquí estoy